# Бібліографознавство
Бібліографозна́вство — наукова дисципліна, об'єктом вивчення якої є діяльність, що забезпечує виробництво та функціонування бібліографічної інформації у суспільстві. Предмет бібліографознавства — вивчення закономірностей виникнення, становлення, функціонування й розвитку бібліографічної діяльності.

## Структура
У структурі бібліографознавства виділяють загальну та галузеву частини (перша вивчає універсальну бібліографічну діяльність, друга — галузеву), а також фундаментальний та функціонально-прикладний напрями.

### Фундаментальний напрям
До фундаментального напряму належать методологія, теорія та історія бібліографічної діяльності.
Серед стрижневих проблем цього напряму: розвиток категоріально-понятійного апарату, дослідження
бібліографічної інформації, класифікація бібліографії, теоретико-методологічні засади розвитку
національної бібліографії.

### Функціонально-прикладний напрям
У межах функціонально-прикладного напряму досліджується комплекс проблем виробництва і розповсюдження бібліографічної інформації, оптимізації довідково-бібліографічного апарату, інтенсифікації бібліографічної діяльності в умовах інформатизації суспільства.

## Бібліографознавство в Україні
Серед фундаторів українського бібліографознавства — Д. Балика, Ю. Меженко, Ф. Максименко, М. Сагарда, М. Ясинський. За роки незалежності в Україні сформувалися власні наукові бібліографознавчі центри, серед яких чільне місце займає Бібліотека національна України імені В. Вернадського.
Провідні українські фахівці найбільш плідно розвивають теоретико-методологічні засади бібліографознавства (Г. Швецова-Водка), історію української бібліографії (І. Корнейчик, Н. Королевич), національну бібліографію України (Я. Дашкевич, Л. Дубровіна, В. Омельчук), інформатизацію бібліографічної діяльності (М. Сенченко, М. Слободяник, Л. Філіпова), галузеве бібліографознавство (Л.Гольденберг, О. Довгопола, Н. Колосова).